# Trimurti

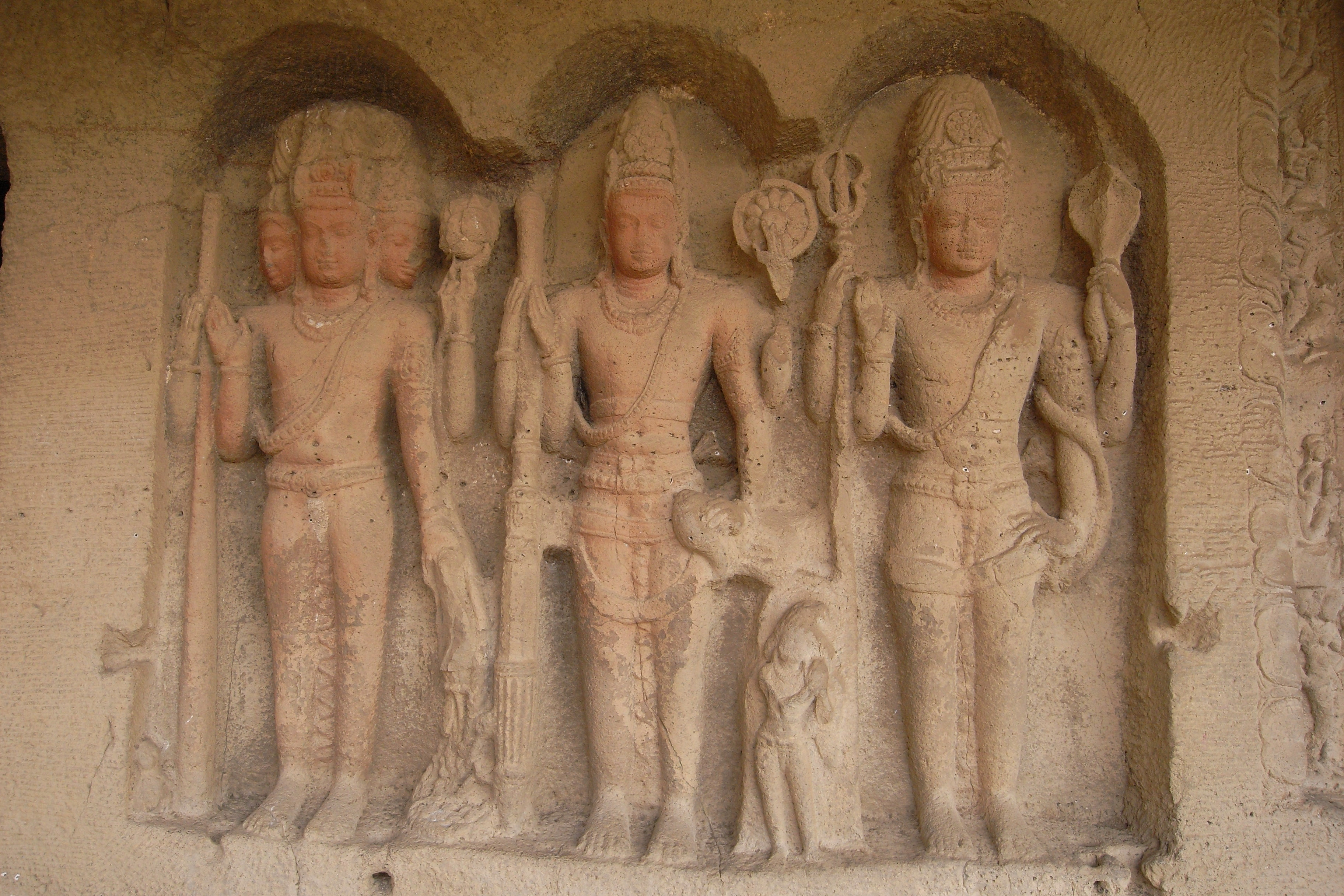
Trimurti-Darstellung aus den Ellora-Höhlen, von links nach rechts: Brahma, Vishnu, Shiva

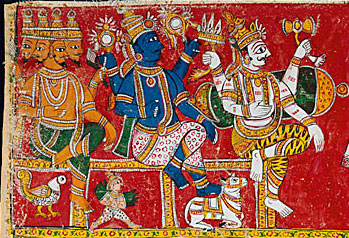
Trimurti-Gemälde aus Andhra Pradesh

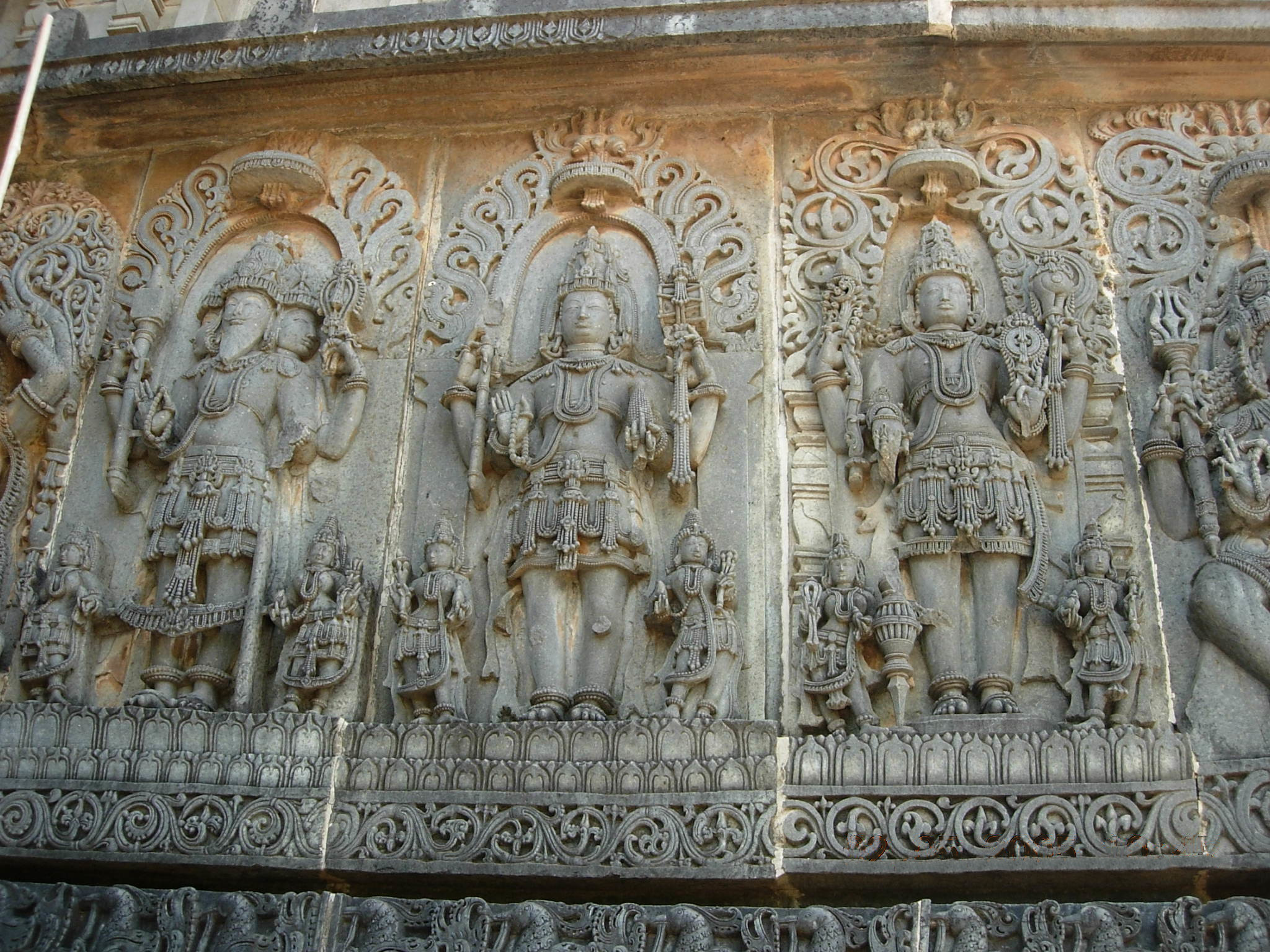
Trimurti-Darstellung am Hoysaleswara-Tempel; Halebid

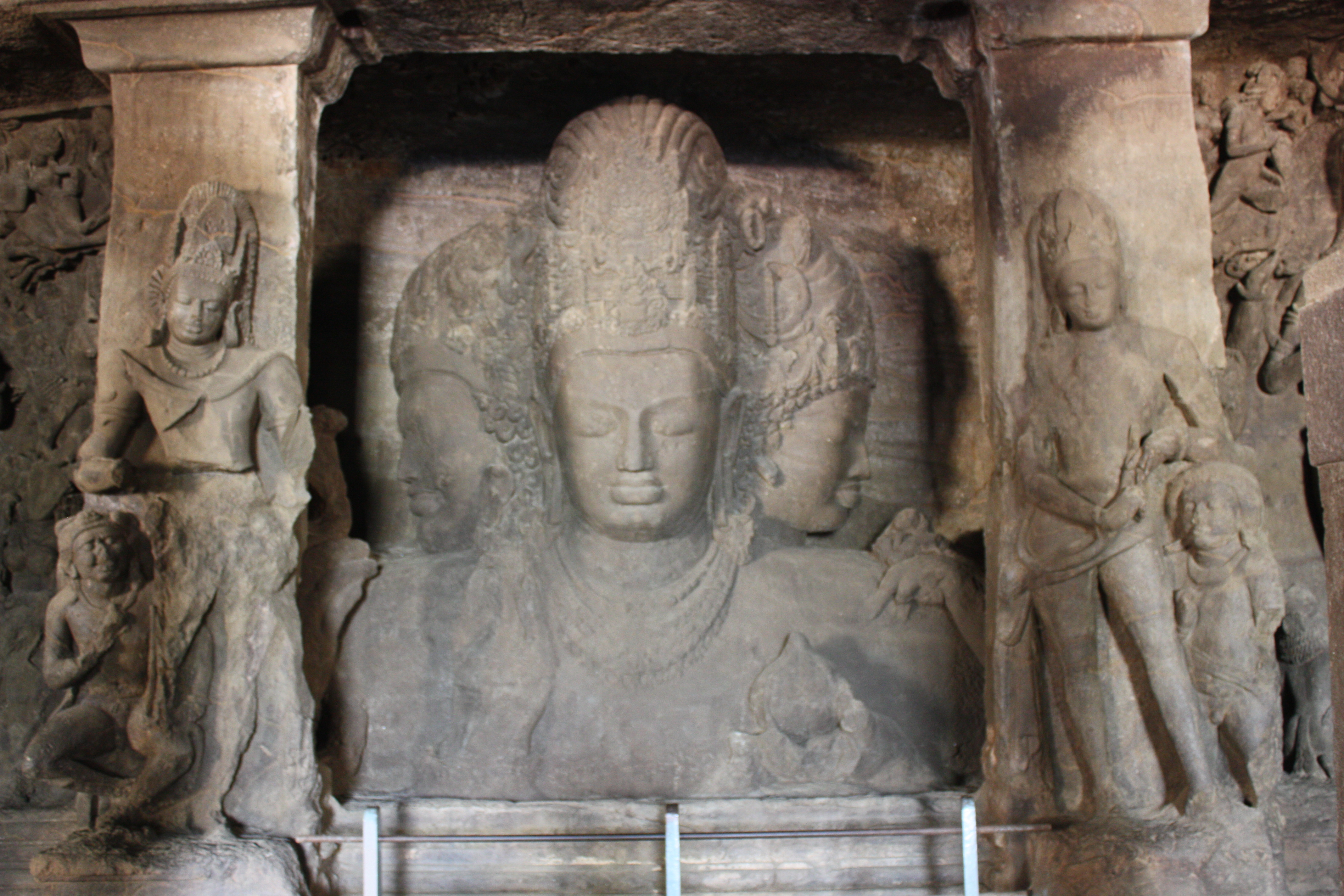
Trimurti-Darstellung aus Elephanta

Trimurti (Sanskrit त्रिमूर्ति Trimūrti; „drei Formen“) ist ein Konzept des Hinduismus, das die Vereinigung der drei kosmischen Funktionen der Erschaffung, Erhaltung und Zerstörung bzw. Umformung durch die Verbildlichung der großen Götter Brahma als des Schöpfers, Vishnu als des Erhalters und Shiva als des Zerstörers darstellt. Die Trimurti symbolisiert den Ursprung aller göttlichen Wirkungen in einer Einheit, da die drei Aspekte sich gegenseitig bedingen und ergänzen; sie repräsentiert das formlose Brahman und drückt die schöpfenden, erhaltenden und zerstörenden Aspekte dieses höchsten Seienden aus.

## Darstellung
Die Trimurti wird entweder durch die drei Götter nebeneinander dargestellt, als eine einzige Figur mit drei Köpfen oder in einer dreiköpfigen Figur mit vier oder sechs Armen, die den jetzt personal gedachten Brahma mit Wasserkrug und Gebetskette (Mala) zeigt, Vishnu mit Wurfscheibe und Muschel sowie Shiva mit seinem Dreizack und der kleinen Doppeltrommel (damaru).
Eine weitere Darstellung dieser Trimurti ist Dattatreya, auch Datta-Atreya (Datta, Sohn des Atri), genannt. Er verkörpert die ewig jugendliche Manifestation der göttlichen Drei-Einheit von Brahma-Vishnu-Shiva. Dementsprechend wird er mit drei Gesichtern dargestellt und ist oft in Begleitung von Hunden zu sehen.

## Bedeutung
Die Trimurti wird von indischen Philosophen oft aus den drei Gunas erklärt, den Grundursachen der Wirkungen und Tätigkeiten:
- Tamas bedeutet Unwissenheit, Trägheit, geistige Dunkelheit und sind Shiva zugeordnet, der diese zerstört;
- Rajas, Aktivität, Leidenschaft und Neubeginn, werden mit Brahma assoziiert;
- Sattva bedeutet Klarheit, Güte und Harmonie und wird mit Vishnu in Verbindung gebracht.

Den Gunas sind Farben zugeordnet: schwarz für Tamas, rot für Rajas und weiß für Sattva.
Gleichermaßen weist man der Trimurti die Elemente Erde (Brahma), Wasser (Vishnu) und Feuer (Shiva) zu.
Die Trimurti ist die konzeptionelle Einheit des dreiseitigen kosmischen Prinzips, ähnlich der christlichen Trinität, und keine Trias, also keine drei verschiedenen, zusammengehörenden Gottheiten, wie aus den meisten polytheistischen Mythologien bekannt. Das christliche Konzept der Dreifaltigkeit mit Gott dem Vater, Gott dem Sohn und Gott dem Heiligen Geist weicht in Interpretation und Religionsphilosophie von der hinduistischen ab.

## Tridevi
Shakti-Verehrer, die Anhänger der weiblich dargestellten Form Gottes, kennen auch eine weibliche Trimurti, Tridevi genannt, mit Saraswati der Schöpferin, Lakshmi der Erhaltenden und Kali der Zerstörerin.